# شهادة السهم
شهادة السهم في الاقتصاد (بالإنجليزية: stock certificate)

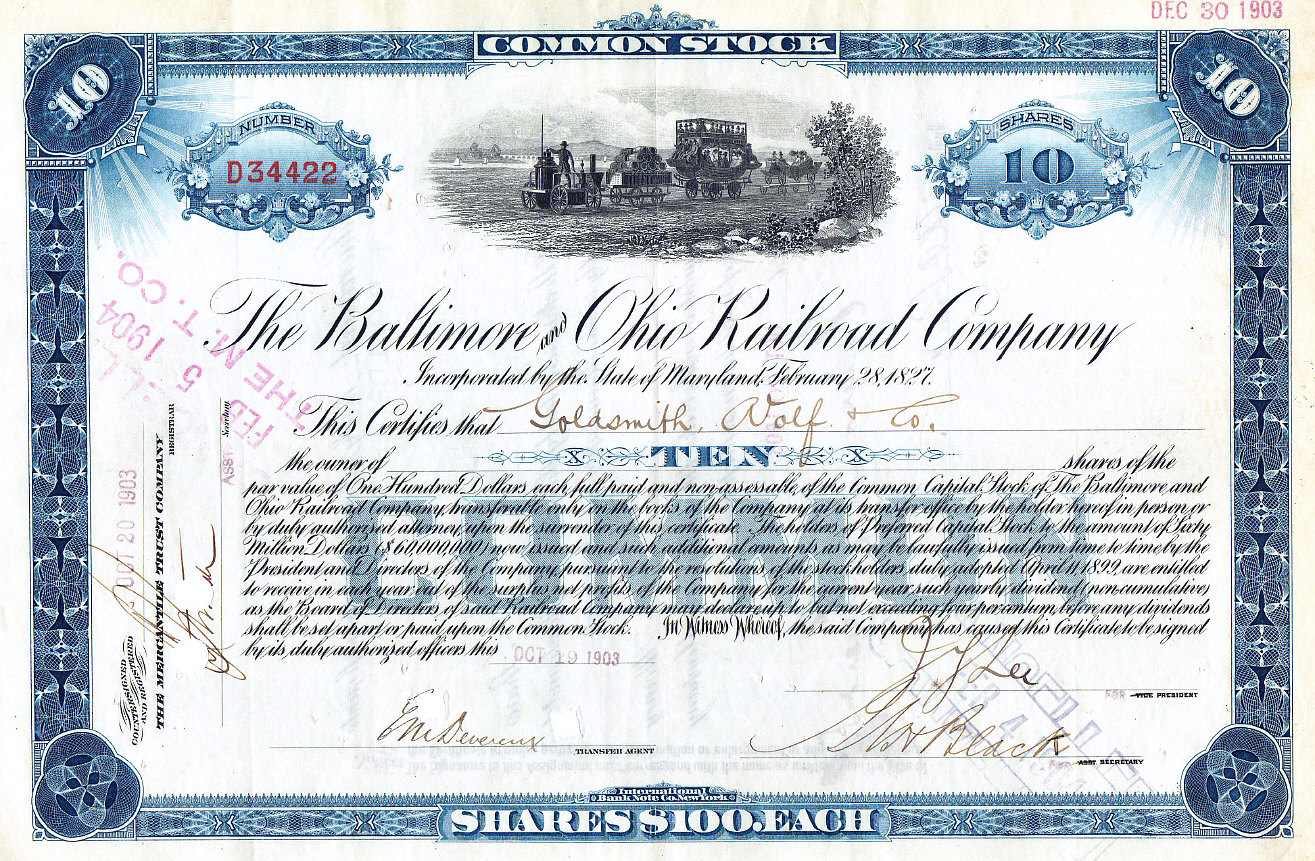
شهادة سهم لترام بالتيمور ، 1903

شهادة السهم لشركة هي الشهادة المكتوبة بنصيب أحد المساهمين عن نصيبه في اقتناء الشركة، وهي تسجل رسميا . وفي حالة الشركات الكبيرة فلا يعني بيع نصيب أحد المساهمين حصول المساهم الجديد على شهادة السهم، حيث تصدر كل شهادة باسم الشخص المساهم في الشركة وتسجل باسمه في دفتر نقل الأسهم الذي تحتفظ الشركة به.
وقد تبلى الشهادات القديمة نتيجة لكثرة تداولها أثناء بيعها وشرائها في السوق، ولهذا تصدر الشركة شهادات أسهم جديدة إلى أصحابها الجدد، وتسحب الشهادات القديمة المستهلكة وتفنى .

## معرض صور

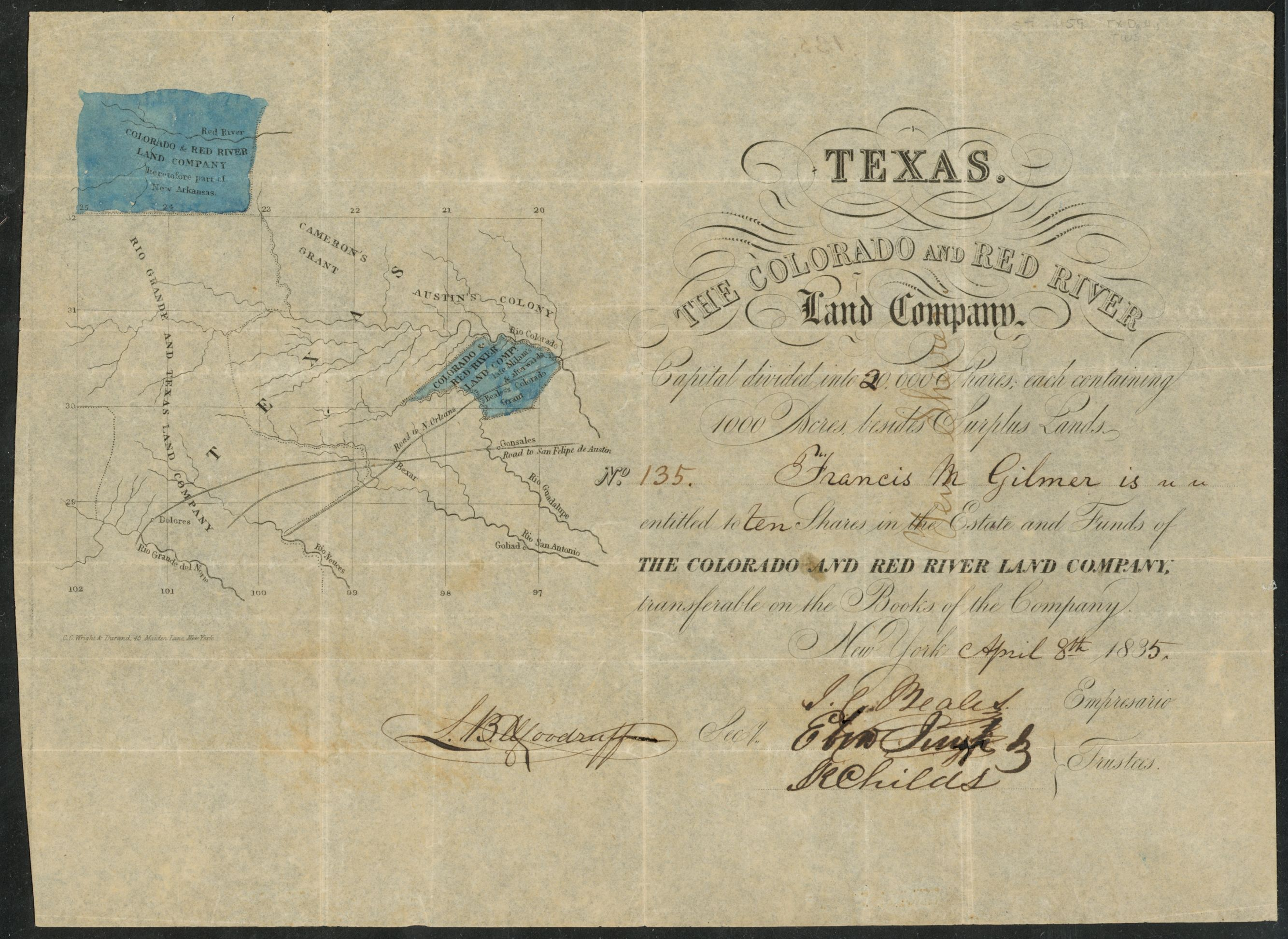
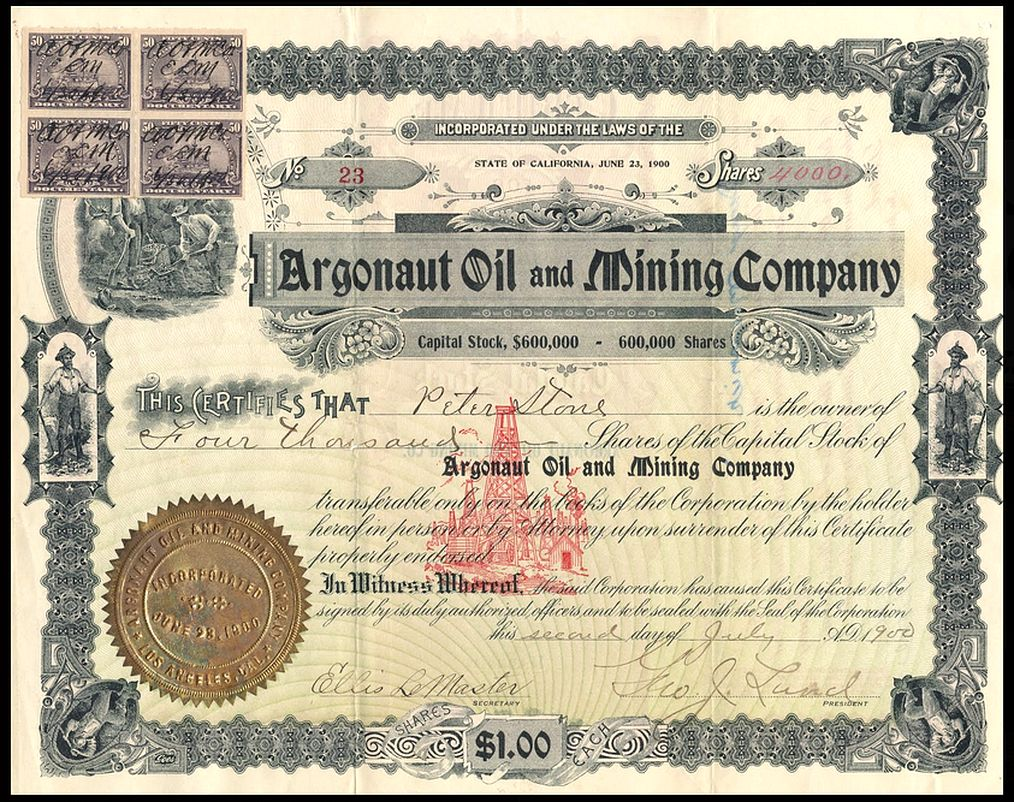
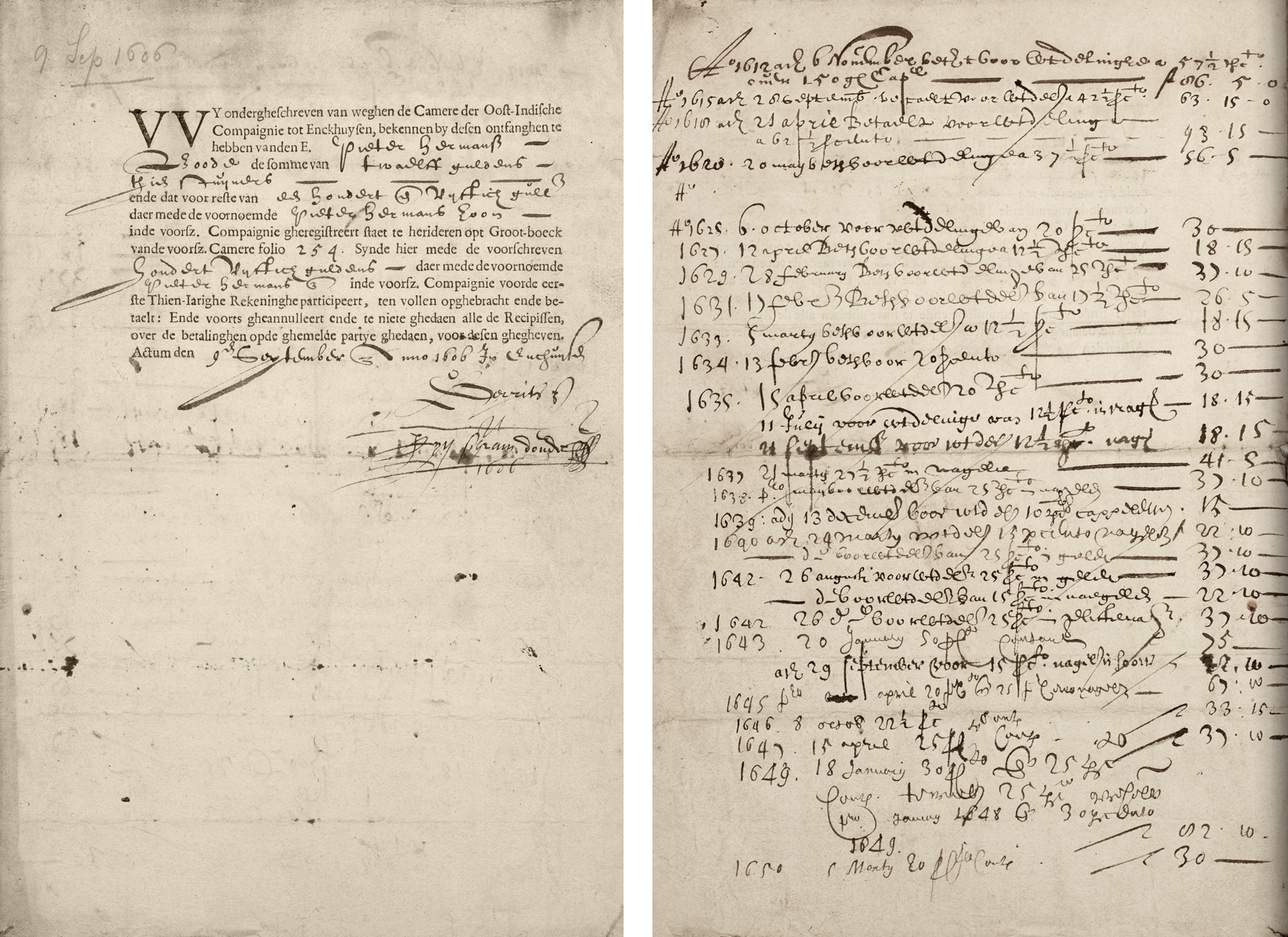
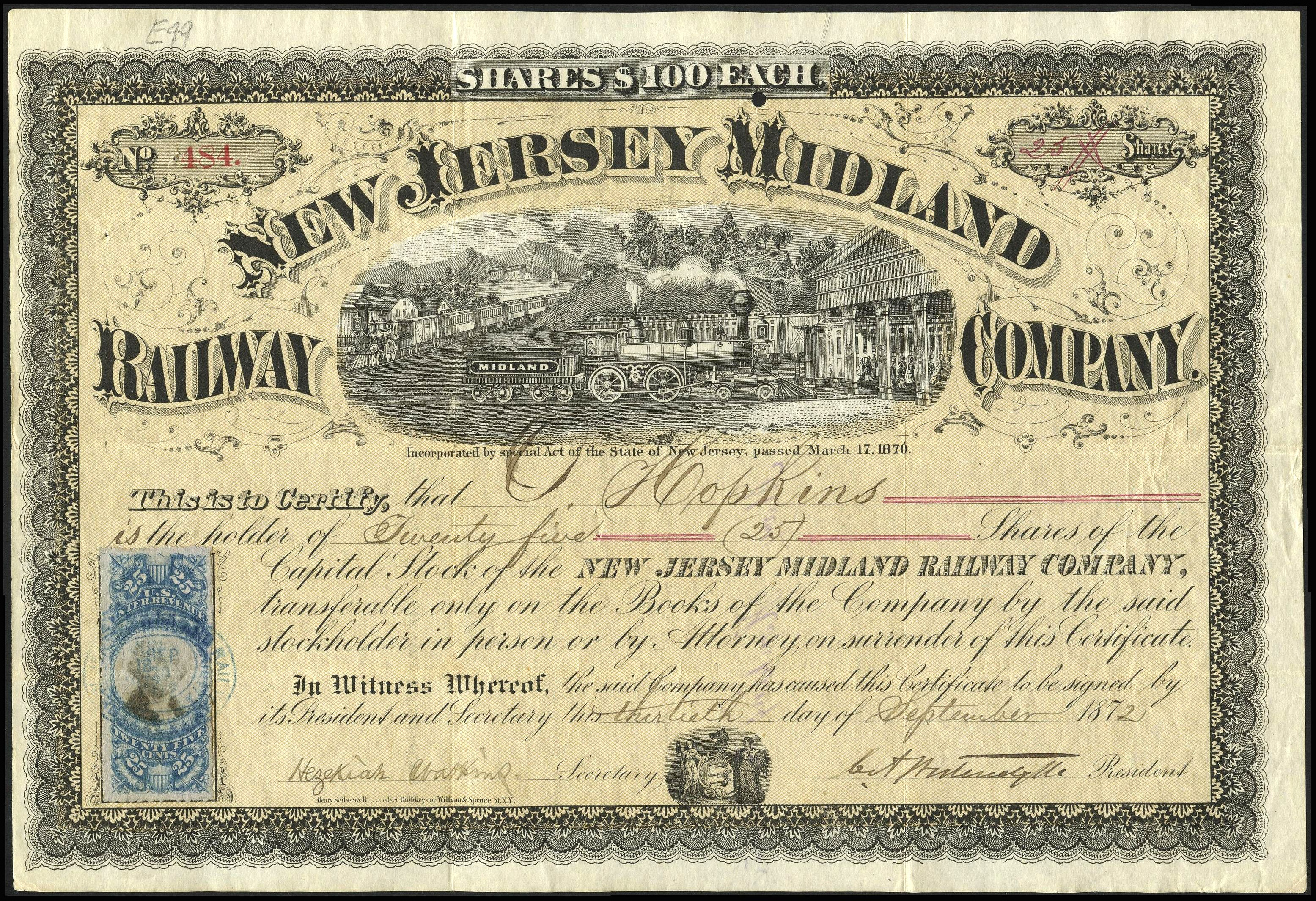
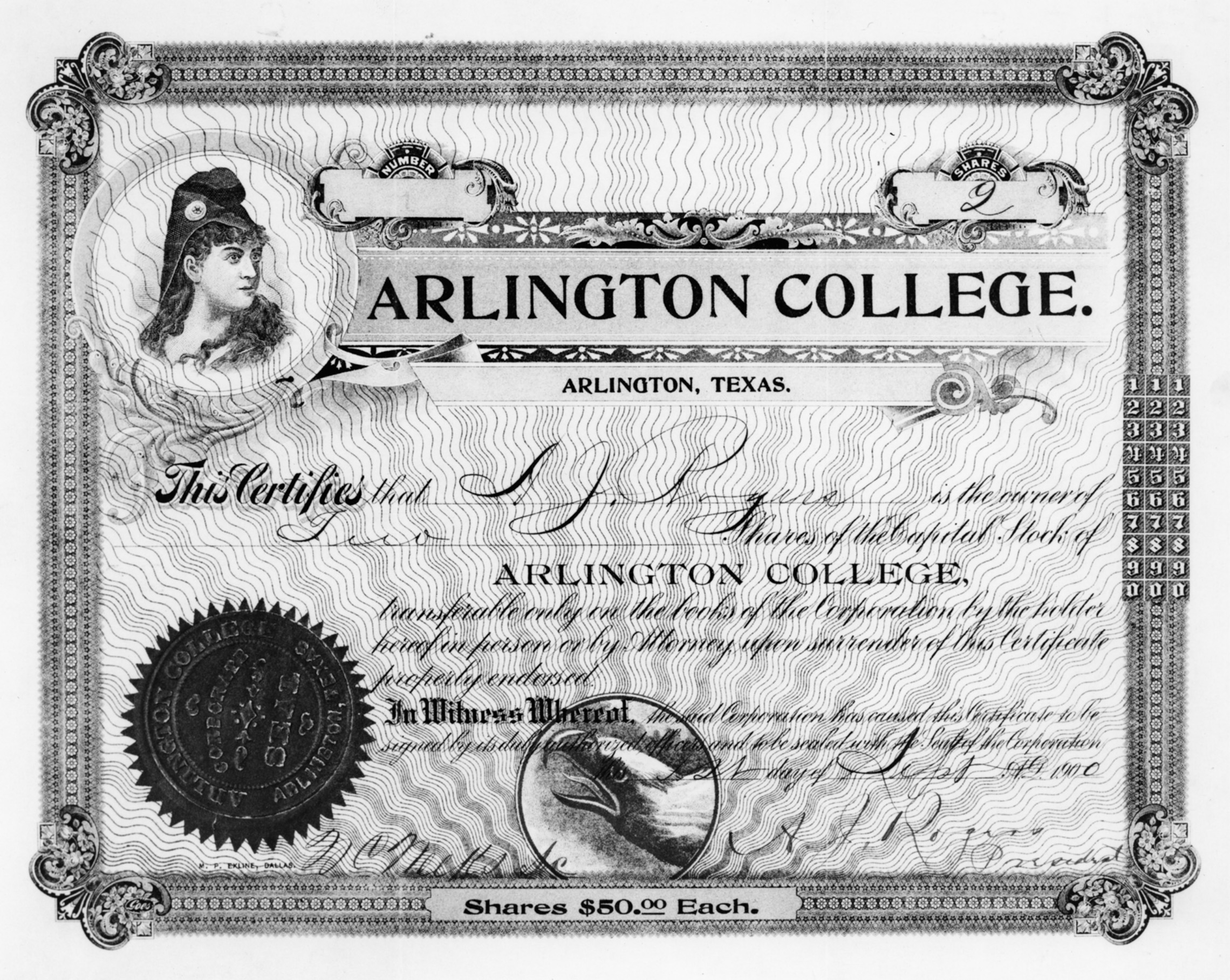

## اقرأ أيضا
- سهم (اقتصاد)
- تخصيص الأموال
- حجم الأعمال (اقتصاد)